# Andrea Colletti
Andrea Colletti (Pescara, 22 marzo 1981) è un politico italiano. Già deputato della XVII legislatura e rieletto nelle liste del M5S per la XVIII legislatura, nel 2021 è stato espulso dal gruppo parlamentare per aver votato contro la fiducia al governo Draghi; ha quindi aderito alla componente L'Alternativa c'è del Gruppo misto.

## Biografia
Laureato in giurisprudenza all’Università di Bologna con tesi di diritto ecclesiastico e diritto pubblico comparato nel 2005, presso il medesimo ateneo ha conseguito nel 2008 una laurea triennale in scienze politiche discutendo una tesi di diritto pubblico. Ha conseguito anche un master universitario di secondo livello in processi di internazionalizzazione delle piccole e medie imprese.
Avvocato civilista, da gennaio 2010 è iscritto presso l’ordine degli avvocati di Pescara.

### Attività politica
Candidato per il Movimento 5 Stelle nella circoscrizione Abruzzo alle elezioni politiche del 2013, è eletto deputato ed entra a far parte della Commissione Giustizia e della Giunta parlamentare della Camera dei Deputati. Diventa presidente del gruppo parlamentare del Movimento 5 Stelle l'11 settembre 2017.
Nella XVII legislatura diventa il deputato più produttivo del gruppo politico Movimento 5 Stelle. Presenta come primo firmatario 14 proposte di legge riguardanti, fra le altre, la riforma della prescrizione penale (A.C. 1174),una normativa anticorruzione (A.C. 1194), i reati tributati e societari fra i quali il falso in bilancio (A.C. 1205), l’ordinamento professionale forense (A.C. 2643), il codice delle assicurazioni private (A.C. 2708), il processo civile (A.C. 2921).
È per 35 volte relatore di minoranza su diverse proposte di legge in materia di responsabilità professionale degli esercenti le professioni sanitarie (A.C. 259), di magistratura onoraria (A.C. 3672), di processo civile (A.C. 2953), di falso in bilancio (A.C. 330), del primo Decreto Svuota-Carceri (A.C. 1417) e del secondo Decreto Svuota-Carceri (A.C. 1921).
Ricandidato per il Movimento 5 Stelle nel collegio uninominale di Pescara vince le elezioni con il 41,28% collezionando 67.001 voti. Eletto deputato entra a far parte della Commissione Affari Esteri e Comunitari e viene nominato dal Presidente della Camera dei Deputati Roberto Fico Presidente del Collegio d’Appello, massimo organo giurisdizionale del sistema dell’autodichia della Camera dei Deputati.
Ha presentato come primo firmatario 21 proposte di legge, tra cui 3 proposte di legge costituzionale.
Il 18 febbraio 2021, in dissenso dal proprio gruppo parlamentare, vota contro la fiducia al governo Draghi. Per questo motivo viene espulso dal Gruppo Parlamentare del Movimento 5 Stelle.
Il 23 febbraio, insieme ad altri deputati espulsi dal Movimento 5 Stelle, fonda alla Camera dei Deputati la componente politica L'Alternativa c'è, divenendone Portavoce. Il 12 novembre seguente il gruppo cambia nome in Alternativa preparandosi a diventare un vero e proprio partito, di cui Coletti e Pino Cabras saranno punti di riferimento, in vista dei successivi appuntamenti elettorali.
I 15 componenti del movimento sono stati assenti, come preannunciato, alla riunione delle camere riunite per ascoltare il discorso di Zelensky.

## Controversie
Andrea Colletti ha più volte espresso la sua contrarietà al green pass, tanto da definirlo "una scellerata violazione dei diritti costituzionali".
Il 18 novembre 2021, nella sua qualità di presidente del Collegio di Appello della Camera dei Deputati, ha emesso un decreto che consentiva temporaneamente alla deputata No vax Sara Cunial di entrare alla Camera senza green pass.
La decisione ha suscitato forti polemiche da parte di molti esponenti politici tra cui il questore anziano della Camera Gregorio Fontana, che ha definito l'atto una decisione "inammissibile, irrituale, irrazionale e irresponsabile che stabilisce che, a differenza degli altri cittadini, i deputati possono fare a meno del passaporto sanitario" Il 25 novembre 2021 il Consiglio di Giurisdizione della Camera dei Deputati ha annullato il decreto di Colletti.